# Lusius ferrugineus
Lusius ferrugineus är en stekelart som beskrevs av Alfred Byrd Graf 2000. Lusius ferrugineus ingår i släktet Lusius och familjen brokparasitsteklar. Inga underarter finns listade i Catalogue of Life.